# 蘇爾斯科-利托夫斯凱

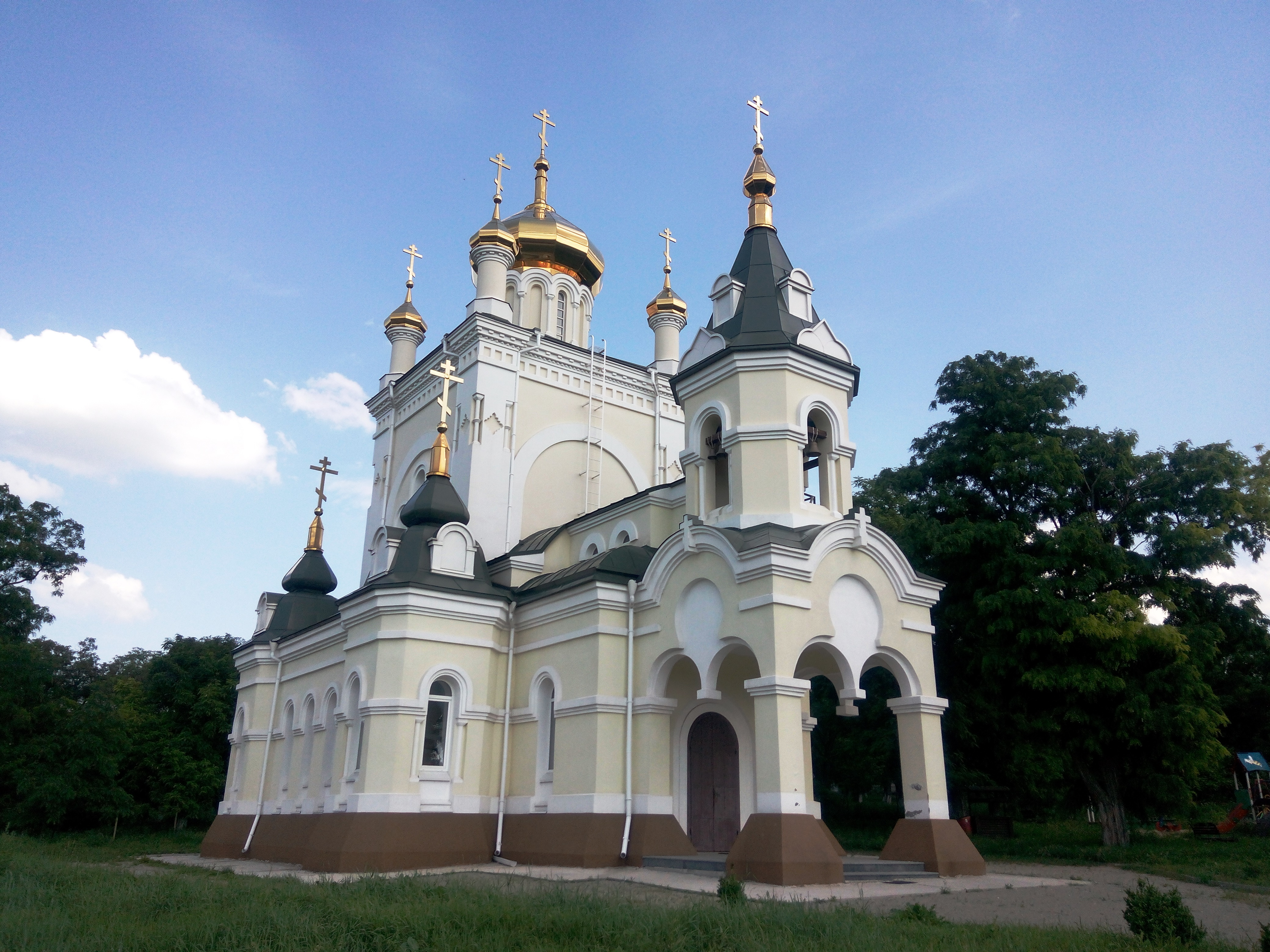
教堂

48°20′6″N 34°56′13″E / 48.33500°N 34.93694°E
蘇爾斯科-利托夫斯凱（烏克蘭語：Сурсько-Литовське）是位於烏克蘭中部的村莊，由第聶伯羅彼得羅夫斯克州裡第聶伯羅區的蘇爾斯科-利托夫斯凱市鎮負責管轄。該村處於莫克拉蘇拉河畔，距離新亞歷山德里夫卡1.5公里，始建於1795年，面積15.6平方公里，海拔高度63米，2001年人口4,264。